# موش چینچیلای فاماتینا
 موش چینچیلای فاماتینا (نام علمی: Abrocoma famatina) نام یک گونه از سرده موش چینچیلا است.